# Franz Joseph von Albini
Franz Joseph Martin von Albini (Sankt Goar, 14 maggio 1748 – Dieburg, 6 gennaio 1816) è stato un diplomatico, militare e politico austriaco.

## Biografia
Nato nel 1748 a Sankt Goar, in Germania, prestò servizio nei tribunali e nel governo di Würzburg dal 1770, nella corte d'appello di Wetzlar dal 1775, e divenne impiegato presso la corte imperiale di Vienna dal 1787. Nel 1790 divenne cancelliere elettorale e ministro responsabile delle ultime elezioni imperiali che si tennero nel 1792. Quando l'esercito della Francia rivoluzionaria iniziò le proprie incursioni in Germania nel 1794 questi si preoccupò di smuovere l'animo della popolazione a resistere all'occupante francese. Organizzò personalmente la milizia (Landsturm) di Magonza e dei paesi circonvicini. Albini fu rappresentante imperiale al congresso di Rastatt che si tenne nel 1797. Alla riapertura delle ostilità nel 1799 ottenne il rango militare di Feldzeugmeister nell'esercito austriaco e venne nominato al comando di un corpo di 20.000 volontari tedeschi posizionati sulla riva destra del Reno sotto il comando del conte Sztaray. Nelle sue qualità di generale, attaccò i francesi comandati dal generale Louis Baraguey d'Hilliers nel settembre di quello stesso anno e fu in grado di riconquistare la città di Francoforte sul Meno agli imperiali, prima di minacciare la guarnigione francese di stanza a Magonza. Durante l'offensiva condotta da Claude Lecourbe il 16 novembre successivo minacciò nuovamente l'ala sinistra dei francesi lungo la riva destra del fiume Neckar.
Nel 1806 venne creato governatore di Ratisbona e per un breve periodo fu commissario a Francoforte (19-25 settembre 1806). Fu quinci consigliere del consiglio dei ministri di Francoforte (10 ottobre 1806 - dicembre 1810). Nella Confederazione del Reno, venne nominato ministro del granducato di Francoforte nel 1810. Albini divenne membro della commissione dei ministri incaricati di amministrare la città di Fracoforte dal 30 settembre al 23 dicembre 1813 e fu ambasciatore imperiale presso la Confederazione Germanica dal 5 ottobre al 16 dicembre 1815.
Morì a Dieburg nel 1816.